# トゥルニア科
トゥルニア科 (トゥルニアか、Thurniaceae) は被子植物の単子葉類の科の一つで、2つの属と4つの種を構成している。この学名は、これまで被子植物の分類体系がめまぐるしく変遷を遂げ続けてきたという経緯があったにも拘らず、多くの分類学者によって一貫して使用されてきた。

## 概要
南アフリカやブラジル・ガイアナなど南米北東部の湿潤な場所に生息する多年生植物から構成される。本科にはトゥルニア属とプリオニア属の2つの属があり、それぞれの属には2つずつの種が分類されている。
放射状対称性を持つ小さな同花被花の両性花を咲かせる。発達した6本の雄蕊を持つ。1つの子房には3つの心皮があり、同時に生長する。

## 分類体系の変遷
1935年のヴェットシュタイン体系の最終改訂版において、ユリ目の上目（Superorder）として存在していたユリ上目 Liliifloraeに属する科としてトゥルニア科が置かれた。
1981年のクロンキスト体系においては、被子植物門単子葉植物綱ツユクサ亜綱イグサ目に属する科として本科が置かれた。
1998年に公表されたAPG体系においては、形状が近似しているプリオニア科 (Prioniaceae)と共にトゥルニア科はイネ目の下に置かれることになった。
2003年のAPG IIでは、単子葉植物のツユクサ類のクレードに属するイネ目の下で、プリオニア科が本科に統合され下位にトゥルニア属とプリオニア属の2つの属を持つことになった。APG IIIにおいても、その分類形態は踏襲されている。